# Linda MacKenzie
Linda MacKenzie, né le 14 décembre 1983 à Mackey, est une nageuse australienne en activité, spécialiste des épreuves de nage libre.
En 2008, elle devient championne olympique du relais 4 × 200 m nage libre avec Stephanie Rice, Bronte Barratt et Kylie Palmer en battant le record du monde en 7 min 44 s 31.

## Palmarès

### Jeux olympiques
- Jeux olympiques de 2008 à Pékin ( Chine) :
  -  Médaille d'or au titre du relais 4 × 200 m nage libre.

### Championnats du monde
- Championnats du monde 2003 à Barcelone ( Espagne) :
  -  Médaille d'argent du relais 4 × 200 m nage libre.
- Championnats du monde 2005 à Montréal ( Canada) :
  -  Médaille d'argent du relais 4 × 200 m nage libre.

### Jeux du Commonwealth
- Jeux du Commonwealth de 2006 à Melbourne (Australie) :
  -  Médaille d'or du  4 × 200 m nage libre.

### Championnats pan-pacifiques
- Championnats pan-pacifiques 2006 à Victoria (Canada)
  -  Médaille d'argent du 200 m nage libre.
  -  Médaille d'argent du 4 × 200 m nage libre.
  -  Médaille de bronze du relais 4 × 100 m nage libre.

## Records personnels
| Épreuve          | Temps         | Compétition | Lieu               | Date       |
| 100 m nage libre | 55 s 03       |             | Sydney, Australie  | 27/03/2008 |
| 200 m nage libre | 1 min 56 s 99 |             | Sydney, Australie  | 36/03/2008 |
| 400 m nage libre | 4 min 4 s 73  |             | Sydney, Australie  | 23/03/2008 |
| 800 m nage libre | 8 min 29 s 73 |             | Barcelone, Espagne | 10/06/2008 |